# Mianeh

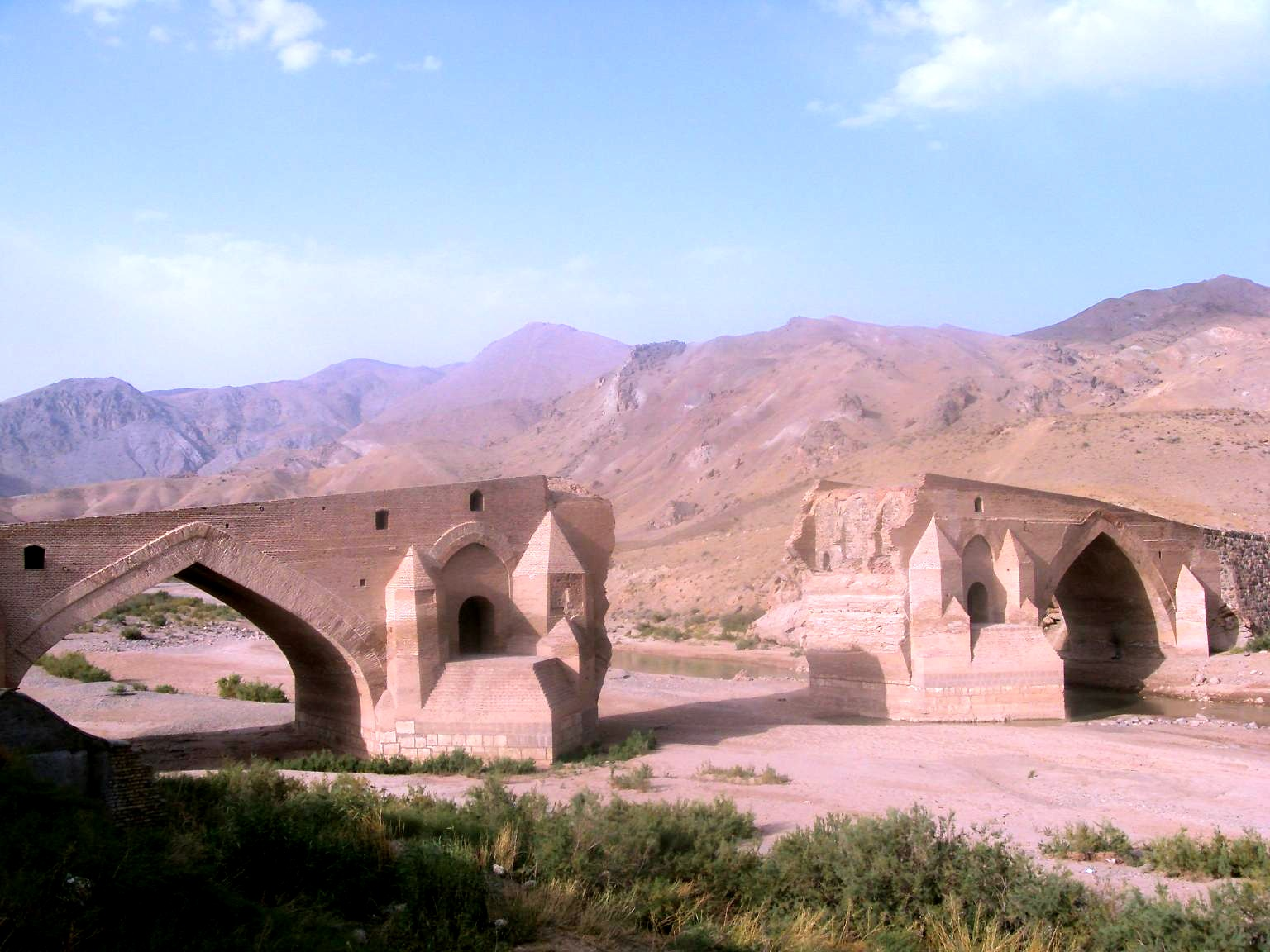
Mianeh

Mianeh este un oraș din Iran.